# Ádám apánk és gyermekei
Ezzel a címmel adta közzé 1961-ben a budapesti Táncsics Kiadó egy kötetben Roark Bradford amerikai író, humorista két, bibliai történeteket feldolgozó elbeszélésgyűjteményét: a 32 történetet tartalmazó Ol' Man Adam an' His Chillun-t (Öreg Ádám és gyermekei) a szerző előszava helyett a magyar kiadó előszavával, valamint a 25 történetet tartalmazó Ol' King David an' the Philistine Boys-t (Az öreg Dávid király és a filiszteus legények), amelyeket Bradford az amerikai délvidéken élő afroamerikaiak egyik dialektusában és vándorprédikátorainak stílusában írt.

## Keletkezése
Bradford első bibliai témakörű elbeszélései a Milwaukee Journal című amerikai heti folyóiratban jelentek meg. "A kiadó csak a hatodik-hetedik folytatást olvasta el és azonnal megszüntette a cikkek közlését. Istenkáromlónak mondta a jeleneteket, amelyekben az Ó- és Újtestamentum egyes epizódjai oly alakban jelentek meg, ahogy azokat néger iskolásgyermekek fantáziája elképzeli." Az első elbeszélésgyűjteményt, amelynek Bradford eredetileg a The First Book of Ethiopus címet adta, a Harper & Brothers kiadó átkeresztelte és a ma ismert Ol' Man Adam an His Chillun címmel jelentette meg 1928-ban. Bradford előszavát, amelyben kifejtette, hogy miért foglalkozik Afroamerikaiakkal (nem vették át a fehér civilizáció negatív tulajdonságait, viszont új kulturális értéket teremtettek), a kiadó az első nyomdai széria után egyszer s mindenkorra törölte (valószínűleg üzleti megfontolásból, mert erősen támadták). A második kötet ugyanott, 1930-ban jelent meg.
A kiadással / kiadókkal kapcsolatos problémákat Bradford később a következőképp magyarázta: „A vallás veszélyes vitatéma. Egy ember, aki egy koldusnak az utolsó garasát is odaadná, egy vallási vitában képes lenne lelőni a legjobb barátját. Talán ez az oka annak, hogy egy tucatnyi Broadway-producer elutasította a The Green Pastures című darabot, amely a színikritikusokat arra késztette, hogy szinonimaszótáraikat bújva keressenek új felsőfokú jelzőket, hogy méltatni tudják ezt a kizárólag fekete szereplőgárdával előadott vallásos művet. Kétségkívül ugyanez volt az ok, amiért három évvel korábban számos kiadó elhárította a megtiszteltetést, hogy kinyomtassa az Ol' Man Adam an' His Chillun című, fekete bibliai történetekből álló gyűjteményt, amelyre a darab épült.“

## Stílusa, szemlélete
Bradford szerint "Egy pillantás a történelembe meggyőz arról, hogy függetlenül attól, hogy milyen tanok és tanítások szerepelnek a könyvekben és a szószékeken, [a fehér ember vallása] harcos vallás; olyan vallás, amely gyűlöletet és intoleranciát szül."
"[…] a nigger […] átvette a fehér ember vallását, ahogyan átvette a nyelvét is, és átdolgozta, alkalmazva a saját fotografikus képzeletét […] Vallásának egész eszmei háttere egy Istennek nevezett jóindulatú, de nagyon festői lény és egy másik, Sátánnak nevezett festői, jóindulatú lény közötti barátságos mérkőzés. Az ember lelke a tét, és Isten és Sátán az országot járva küzd érte. […] Isten az erősebb játékos, de a Sátán oldalán vannak azok a dolgok, amelyeket az ember szeret csinálni […]. De az, hogy valaki véletlenül a Sátán oldalán áll, még nem ok arra, hogy az ember gyűlölje őt. Ez bárkivel megtörténhet. Néha még a prédikátor is megbotlik."
Már gyermekkorában kialakult az a meggyőződése, hogy az afroamerikaiak jobban értik a kereszténység lényegét, mint a fehérek: "A mi megyénkben két elsőrangú néger prédikátor volt, és merem állítani, hogy a színesbőrűek jobban megértették a kereszténységet, mint mi fehérek Vaughn testvér kétórás prédikációiból a Melville metodista templomban. Akkoriban ezt gondoltam, és azóta sem történt semmi, ami megváltoztatta volna a véleményemet. Kénytelen voltam végigülni Vaughn testvér minden harmadik vasárnapi prédikációját, és soha nem volt értelme számomra. De amikor John Wesley Henning tiszteletes 'A sas felkavarja a fészket' címmel prédikált lent az Old Junner Gou'd-ban; vagy amikor Hayes Hawthorn tiszteletes "Old King Nebby-keneezer's Chariot Race Around the Walls of Babylon" címmel tartott előadást a Two Seeds True Vine Church-ben, azok olyan lélekemelő élmények voltak, amelyek egész jövőmet formálták." Nem csak Bradfordét. James Weldon Johnson szerint "A régi idők néger prédikátora […] összességében fontos figura volt, és alapjában véve létfontosságú tényező. Az Afrika különböző részeiből idehozott és rabszolgasorba taszított, különböző nyelveket és szokásokat beszélő népeknek ő adta meg az egység és a szolidaritás első érzését. Ő volt az első pásztora ennek a zaklatott nyájnak. Hatalma jóban-rosszban nagyon nagy volt. A régi idők prédikátora volt az, aki nemzedékeken át a remény és az inspiráció fő motorja volt az amerikai négerek számára."
Bradford derűs magyarázatai a bibliai eseményekre sokkal egyszerűbbek és emberibbek, mint a hivatalos bibliamagyarázatok. Felfogásukban Jean Effel teremtés-karikatúráira ill. Mark Twain paradicsomi naplójára emlékeztetnek. De az olvasó fontos dolgok mellett fog elsiklani, ha nem ismeri a kapcsolódó történeteket bibliai formájukban. Az eredeti kiadást olvasók szembesülnek az afroamerikai nyelvjárás írott formájával is, mert Bradford mindent megtett, hogy visszaadja annak a nyelvnek a hangjait és nyelvtanát, amelyet 1900 körül apja farmján a fekete munkásoktól tanult. Szemben más, afroamerikaiakról szóló írásaival, ahol ő az elbeszélő, s ezért csak a párbeszédek vannak azok dialektusában megírva, itt a leíró részek is, mert az elbeszélő nem ő, hanem egy (meg nem nevezett) fekete prédikátor. 
Bradford többször is kijelentette, hogy bibliai történeteinek jelentős része John Wesley Henning-től származik, akit Bradford kisgyermekkorában rendszeresen hallgatott, s aki szerint "Isten nem azért adta a vallást, hogy szomorú ájtatos arccal üljünk egy rakáson, mintha betegek lennénk, hanem azért, hogy élvezzük azt" Magyarázatát a hét éves Bradford kérdésére, hogy  hol talált Káin feleséget magának, amikor rajta, Ádámon és Éván kívül senki sem létezett még a földön – s ami miatt nevelőnője mérhetetlenül felháborodva bepanaszolta apjánál –, a felnőtt Bradford egy az egyben beépítette az Ádám apánk második fejezetébe (És benépesedik a föld). Úgyszintén tőle tudta meg, hogy ez a kérdés miért tabu, továbba azt is, hogy a keresztség még nem garancia az üdvösségre. Démás a néger is bizonyítottan tőle származik. Bradford This Side of Jordan című regényének ő az egyik főszereplője. De vehetett át a jó humoráról nevezetes, "Black Billy Sunday" néven híressé vált szintén fekete prédikátortól Dr. Jason Gordon McPherson-tól, és más prédikátoroktól, mint Sin-Splitting Samuel, Elder Johnson, Sunshine Money, Childress of Greenville, akikről nagy elismeréssel nyilatkozott, s akiktől sok írásában idézett is.
"A bibliai történeteket Bradford anakronizmusokkal, a modern amerikai élet alakjaival és realitásával tarkítja. A bűnösöket a sheriff teszi lakat alá, s az amerikai törvénykönyv ismert paragrafusai alapján húzzák rá a vizes lepedőt. Így kerülnek elő a választási törvények faji megkülönböztetést célzó paragrafusai Egyiptomban, a fáraó birodalmában, s a 'veszélyes és gyanús egyénekre' vonatkozó cikkelyek a prédikátorokat sújtják." 
Bradford anakronizmusai egyrészt mulatságossá teszik a történeteket, másrészt megmutatják vallás-, biblia- és társadalomkritikáját. Nem a vallást mint olyat bírálja, mint Holbach és nem a Biblia ellentmondásait és morálját támadja, mint Lord Bolingbroke, Léo Taxil, G.W.Foote, vagy Mark Twain, hanem a vallással való visszaélést kora társadalmában.
Míg az Ószövetség Úristene félelmetes: "lehet tisztelni, térdreborulva imádni, rabszolgaként követni, parancsait maradéktalanul teljesíteni, de szeretni nem könnyű", Mark Twain-é gonosz és kegyetlen, addig Bradfordé egy hatalmas élettapasztalattal, jó adag humorérzékkel és józan ésszel megáldott, jóindulatú, bölcs, elnéző és megértő nagyapa, akit – Marc Connelly, a könyv szinpadi adaptálója szerint – mindenki szívesen látott volna gyermekkorában:
- Éva és az a bizonyos kígyó: Míg a Bibliában a teremtés sikertörténetek sorozata – „és látá Isten, hogy jó“ –, addig pl. Jean Effelnél már a „legyen világosság“ sem sikerül elsőre,[43] Bradfordnál pedig félresikerült problémamegoldások sorozata:[44] Mivel már megint nem volt elég égbolt, a puding  csomós és túl sűrű lett a szombati halsütésen,  az Úr elhatározta, hogy teremt annyit, hogy legalább egy egész hónapra elég lesz. „Már a könyökömön jön ki, hogy mindig csodát tegyek, amikor egy kis égbolt kéne.“ Emiatt az egész mennyország víz alá került. Ezért megteremtette a napot, hogy az angyalok megszáradjanak, de alig száradtak meg, máris nedvesek lettek, mert minden teli volt égbolttal. Úgy döntött, hogy a férfinép ásson árkokat, hogy elvezessék a vizet. De nem volt hová. Ezért újabb csodát tett: „Legyen föld, hogy tartsa az égboltot“. De Gábriel felhívta a figyelmét, hogy a földet meg is kell művelni, mert az „nem fogja felszántani magát“. Miután az Úr senkit sem talált, akit leküldhetne – „az angyalok egytől egyig nagyon el voltak foglalva“ –, megteremtette Ádámot, majd Évát (mert egyedülálló férfiak „egész éjjel nők után szaladgálnak, és amikor itt a reggel, álmosak a munkához“).[45] A tiltott almafa rejtélyét, amelyen keresztény teológusok és tudós rabbik kétezer éve köszörülik elméjüket, Bradford (vagy inkább a fekete prédikátor, John Wesley Henning) a következőképpen  oldotta meg: az Úr azért tiltotta el Ádámot és Évát az almától, mert a várható gyenge termés miatt „ősszel jó árat lehet elérni érte”.[46] Amikor rájött, hogy parancsát megszegték, „csuda nagy dühbe gurult, mert nem akart tűrni senkit a farmján, aki lopja az almáját” és „kitette Ádámot és Evát a farmról”.[47] (Bradford fekete prédikátor barátja szerint nem kellett volna ilyen keményen büntetni őket. Elegendő lett volna Évát jó alaposan elverni.[48] Mark Twain szerint az egész katasztrófa elkerülhető lett volna, ha az alma helyett a kígyótól lettek volna eltiltva.[49])
- És benépesedik a föld: A Bibliában (GEN 4,3-4) a földműves Káin megöli Ábelt, a pásztort, mert Isten elfogadta annak húsáldozatát, az ő növényáldozatát viszont nem.[50]  Bradfordnál egy testvérek közötti ártalmatlan kötözködés fajul el : Ábel az árnyékban heverészve legeltette juhait és figyelte Káint, aki szántott: „Na Káin, hogy megy a munka?“ – „Az az én dolgom, hogy hogy megy. […] Jobban tennéd, ha a magad dolgával törődnél.“ – „Majd bolond lennék kimenni erre a tűző napra. […] Még megfőne az agyvelőm. Persze a tiéd nem fő meg, mert neked nincs agyvelőd, ami megfőhetne.“ [51] S míg a Bibliában Isten megátkozza Káint (GEN 4,11-12), Bradfordnál a következő tanácsot adja neki: „ha én volnék te, és tudnám, milyen szigorú az új bíró, én fognám a kalapomat, és mennék, amerre az országút visz. És meg sem állnék, amíg nem jutnék ki a megyéből. És amikor kijutottam a megyéből, fognám magam és megházasodnék és letelepednék, és családot alapítanák magamnak, és mindent elfelejtenék Ábelről. Mert úgy semmi sem képes megállapodottá tenni a férfit,  s elfeledtetni vele minden egyéb baját, mint a házasság és egy csomó gyerek és miegymás a ház körül.”[52]
- Az öreg Jób[53]: Egyik találkozásukkor a Sátán  – a kölcsönös udvariassági formulák kicserélése után "Helló Sátán! Nem láttalak, isten tudja mi óta. Hogy van Mrs Sátán és a lányok?" "A lehető legjobban, Úristen. Hogy vannak a tieid?"... – egy 40 holdas[54] farmba akar fogadni, hogy az Úr bármely hívét átállítja a maga pártjára. Az Úr azt válaszolta, hogy Sátán kap negyven holdat, ha sikerül Jóbot átállítania,  ő pedig, hogy érdekesebb legyen,  egy tízcentes szivart, ha nem. Sátán elveszti a fogadást, és az Úr Jóbnak ajándékozza a szivart.[55]
- Démás, a néger: Az Úr meghívja az éppen horgászó Démást az énekkarába, de Démás vonakodik, mert énekelni ugyan mulatságos dolog, de azt nem lehet megenni."Az az én dolgom" – mondja az Úr. "Ha tanítványaim éhesek, kapom magam, nekiülök, csodát teszek, és egy szikla azonnal ennivalóvá változik."[56] Démás tovább vonakodik, mert úgy érzi, nem való a fehér tanítványok közé. "Nos – mondja az Úr –, bizony-bizony mondom néked, Démás néger, tanítványaim közt nincs helye faji megkülönböztetési törvénynek."[57] Aztán ebédidő tájékán az Úr megparancsolta tanítványainak, hogy vegyenek fel egy sziklácskát, s amikor azok elmasíroztak az Úr előtt, az csodát tett a sziklával, és sült csirkévé, sonkává és babbá és minden más ennivalóvá változtatta azt. Amikor Démás sziklájára került a sor, az Úr gondterhelt arccal a következőket mondta:"megmutatom néked, mi az amit tudok csinálni ezzel a sziklával, és mi az, amit nem tudok. Mert ha most azt mondanám néked, hogy semmit sem tudok csinálni vele, azt gondolnád, hogy a faji törvényeket alkalmazom rád. Igyekszem tehát a legjobbakat produkálni, amiket csak tudok."[58] S láss csodát, a szikla egy hideg, kicsi darab kukoricakenyérré változott...
- Javaslat Pilátus bíróságán: Salomé megtudta, hogy Keresztelő Jánost a rendőrség letartóztatta az ezernégyszázharminchatos törvény negyedik bekezdéses alapján, mint veszedelmes és gyanús egyént. Salomé szeretné kiszabadítani a börtönből. (Ellentétben az eredeti történettel, ahol ezüsttálcán kéri János fejét.) A történet csattanója, amire Bill Cosby is büszke lenne: pontosan akkor, amikor Salome tánca közben vetkőzni kezd, az önuralmát már csaknem elvesztett bíró gyermekei berontanak, hogy "Apuka, mama azt üzeni, hogy az ebéd majdnem kész; azt is üzeni, hogy jó, ha máris jössz, és arcot, kezet mosol, hogy asztalhoz ülhess."[59]
- Bálám és az ő beszélő szamara: Bálám nagyon nem akar háborúba menni, akár mennyire is nógatja az Úr: "Ha odamegyek és megmondom a fehér embereknek, hogyan zúzzák össze az ellenségeiket, nahát, azon nyomban ott látnál lógni engem egy telefonpóznán, és ezt nem az ellenség tenné velem."[60]

Sok kortársi véleménnyel szemben Ádám apánk nem gyerekeknek szánt biblia interpretácíó. A jövendőmondó, A teljes igazság a Potifár-botrányról, Az öreg Dávid király házasságtörése, Az öreg Dávid király zabot vet és zabos lesz, Ézsau, Saul palástja, Javaslat Pilátus bíróságán, Jezabel királyné, Illés és a liszteshordó, kifejezetten felnőtteknek való.     
Az hogy Roark Bradford neve ma is ismert, s a könyv az USA-ban Bradford 1848-ban bekövetkezett haláláig 30 kiadást ért meg, az nagyrészt Marc Connelly hatalmas sikerű szinpadi adaptációjának köszönhető, amely Pullitzer-díjat nyert, és kiváló reklámnak bizonyult Bradford többi műve számára is. Azon törekvése viszont, hogy az afroamerikai dialektusok hangzását az angol ábécé betűivel reprodukálja, hosszú távon kontraproduktívnak bizonyult, mert szinte lehetetlenné tette műveinek más nyelvekre való lefordítását. A könyv az eredeti nyelven kívül csak oroszul, csehül,  szlovákul és magyarul jelent meg. Csehországban nagyon népszerű: 2012-ig már tíz kiadást ért meg és hangoskönyvként is kapható.

## Színpadi változatok
Marc Connelly(en) „The Green Pastures“ (Zöld legelők) című színdarabját, amelyet az Ol' Man Adam adaptációjaként hirdettek meg, 1930 február 26-án mutatták be hatalmas sikerrel a New York-i Mansfield Szinházban(en), ahol 73 héten keresztül folyamatosan műsoron volt és 640-szer játszották. Az ezt követő öt évadban az USA 203 városában összesen mintegy 2500 alkalommal játszották, mintegy 3 millió dolláros haszonnal.
Angliában háromszor merült fel a darab nyilvános színrevitele, de a Cenzori Hivatal(en) egyszer sem adta meg az engedélyt.
- 1930-ban vallási okokból: Mivel a Cenzori Hivatalban a vélemények megoszlottak,[77][78] kikérték a canterbury érsek(wd) (Cosmo Gordon Lang(en)) mint az Anglikán Egyház rangidős püspöke,[79] valamint az uralkodó (V. György brit király), mint az anglikán egyház legfőbb kormányzója(wd)[80] tanácsát is.
- Amikor a második világháború után, 1951-ben és 1957-ben, ismét kérték a darab színpadra viteli engedélyét, a Cenzori Hivatal ismét a canterbury érsekhez (Geoffrey Fisher(en)) fordult. A jövőbemutató reformtörekvései miatt sokat támadott érseknek nem voltak vallási aggályai, hanem az afroamerikaiak polgárjogi mozgalmára,[81] valamint az afrikaiak nacionalista érzelmére tekintettel[82] ellenezte az engedélyezést.

Svédországban megengedték a darab színpadi előadását, de a stockholmi bemutató botrányba fulladt.
Az ötletet, hogy bibliai történeteket az 1920-as évek Amerikájába helyezzen át, Connelly az idők folyamán többször és különbözőképpen mesélte el. Egy 1938-as bécsi interjúban azt mondta, hogy régi híres olasz festők művei valamint egy afroamerikai kislány rajza adta az ötletet, 1968-as visszaemlékezése szerint Bradford könyvének illusztrációi inspirálták.
A színdarabnak valójában kevés köze van a könyvhöz. Bradfordtól csak a konkrét színhely – az amerikai Délvidék –, az ott élő afroamerikaiak által beszélt nyelv és néhány epizódtöredék származik: a világ és az ember teremtése, a testvérgyilkosság, a vízözön, a kivonulás Egyiptomból. Mivel Bradford könyve egymástól független rövid történetek (mini drámák) gyűjteménye, mert azok mindegyike szinte kizárólag párbeszédekre (dialógusokra) épül és alig tartalmaz leíró / elbeszélő részleteket, Connellynek meg kellett valósítani az egész estét betöltő színdarabhoz dramaturgiailag szükséges hely- idő- cselekmény egységet. Továbbá meg kellett jelenítenie a színpadon az Úristent. Ehhez Bradford – akinek semmi szüksége nem volt, hogy könyvében bármit is írjon az Úr kinézetéről (bőrszín, életkor, öltözet, stb) – csak annyi támpontot adott, hogy az Úr ugyanazt az afroamerikai dialektust beszélte, mint a könyv többi szereplője. Connelly végül egy szivarozó, kürtőkalapot és frakkot hordó, végtelenül kedves, megértő, idős néger prédikátort vett mintául – Bradford lelkipásztorát, Black Billy Sunday-t. A nagy ötlet, amely a közönséget letaglózta az az volt, hogy a darabban nem az ember(iség), hanem az Úristen megy át egy fejlődési folyamaton.
A szindarab végső megszövegezéséhez Connelly konzultált Bradford fekete prédikátor barátaival, valamint a keresztény egyházak képviselőivel is. A kézirattal hónapokig eredménytelenül házalt, amíg sikerült producert találnia. A darab hatalmas siker lett, a keresztény egyház is dicsérte és elnyerte az 1930-as Pulitzer-díjat a dráma kategóriában.
A darabot az elvárásoknak és Connelly szándékának megfelelően tömény, kenetteljes jámborság hatja át. Bradford társadalom-, vallás- és bibliakritikája nyomokban sem fedezhető fel benne.

## Filmváltozatok
1936-ban a darabot filmre vitték, kizárólag fekete színészekkel. A forgatókönyvet, amelyet úgyszintén Conelly írt, az 1950-es években többször is újra megfilmesítették az USA-ban, 1964-ben pedig Franciaországban.

## Magyarországon
A pozsonyi Prager Könyvkiadó 1937 végén jelentette be, hogy 25 más könyvvel együtt megjelenteti Bradford első gyűjteményét "A fekete Úristen s az izraelita urak" címmel magyarul. A Harmadik Birodalom 1938-as terjeszkedése (Ausztria bekebelezése, Csehszlovákia feldarabolása) ezt meghiúsította.
Az első magyar nyelvű kiadás, amely Bradford mindkét gyűjteményét tartalmazta, végül a Táncsics Kiadónál jelent meg 1961-ben Devecseri Gábor és Majoros István fordításában, Helena Zmatlikova illusztrációival, valamint – Bradford előszava helyett – a kiadó előszavával. A kritikusok el voltak ragadtatva. Különösen dicsérték a bravúros fordítást és a szerző humorához illeszkedő illusztrációkat. Ellentétben az amerikaiakkal – észrevették Bradford társadalom- és valláskritikáját is.
Felmerült az is, hogy a könyv egyes fejezetei kerüljenek bele az iskolai tantervbe is.
1965-ben készült Komornik Ferenc: "Ádámtól Éváig – Vidám Becsületsértési Per" című szindarabja, amelyben Ezsdrás, a Biblia ókori szerzője, pert indít műve kritikusai és kigúnyolói ellen: Karinthy Frigyes, Leo Taxil, Heinrich Heine, Ráth-Végh István, Braniszlav Nusich, Vlagyimir Majakovszkíj, Feleki László, Roark Bradford, Máté György. (Bradfordnak „A Klub“ valamint „Démás a Néger“ miatt , Máté Györgynek pedig az 1960-as évek Magyarországába helyezett "Káin és Ábel" miatt kellett védekeznie. Jean Effelt viszont, akinek rajzai szerepelnek a periratban, a próféta elmulasztotta beidéztetni...)
Conelly színdarabjáról, ill. filmjéről (The Green Pastures) sok cikk jelent meg a korabeli magyar sajtóban – de kizárólag külföldi előadások alapján –, mert egyik sem jutott el Magyarországra. A film, amely Fekete mennyország címmel került volna a mozikba, nem kapta meg az Országos Mozgóképvizsgáló Bizottság forgalombahozatali engedélyét, annak ellenére, hogy a filmet befolyásos személyek pártfogolták és a sajtóbeszámolók egybehangzóan dicsérték.

### Kiadásai
- Ádám apánk és gyermekei. Mesék; ford. Devecseri Gábor, Majoros István, ill. Helena Zmatliková; Táncsics, Budapest, 1961
- Ádám apánk és gyermekei. Mesék azokról az időkről, amikor az Úr még úgy járta a földet, mint akármelyik más ember; ford. Devecseri Gábor, Majoros István, ill. Helena Zmatliková; Táncsics, Budapest, 1972